# Kruder & Dorfmeister
Kruder & Dorfmeister é uma banda austríaca de música eletrônica conhecida por seu trabalho com remixagens downtempo e dub de composições de pop, hip-hop e drum and bass. O duo também é conhecido na Europa por suas apresentações ao vivo.

## Discografia
- 1993 - G-Stoned EP (12")
- 1996 - Conversions - K&D Selection of drum&bass
- 1996 - DJ-Kicks: Kruder & Dorfmeister
- 1996 - Black Baby EP
- 1998 - The K & D Sessions
- 2000 - The G-Stone Book